# Arrast
Pour les articles homonymes, voir Arrast.
Arrast est une ancienne commune française du département des Pyrénées-Atlantiques. Le 16 octobre 1842, la commune fusionne avec Larrebieu pour former la nouvelle commune d'Arrast-Larrebieu.

## Géographie
Le village fait partie de la Soule.

## Toponymie
Le toponyme Arrast est mentionné au XIVe siècle dans le cartulaire de Bayonne.
Son nom basque est Urrüstoi.

## Démographie
| 1793 | 1800 | 1806 | 1821 | 1831 | 1836 |
| ---- | ---- | ---- | ---- | ---- | ---- |
| 216  | 212  | 154  | 191  | 176  | 200  |

## Personnalités liées à la commune
La famille d’Abbadia (d’Abbadie) est présente à Arrast depuis le XIVe siècle au moins[réf. nécessaire]. Une maison face à l’église porte le nom d’Abbadia. Jean Menvielle, notaire, connu sous le nom d'Abbadie du chef de sa grand-mère paternelle, est le père d'Arnaud-Michel d'Abbadie d'Arrast qui émigre en Irlande pendant la Révolution française. Ses fils, nés en Irlande de mère irlandaise, Antoine d'Abbadie et Arnauld Michel d'Abbadie d'Arrast, sont des scientifiques reconnus.

## Pour approfondir